# Väter allein zu Haus: Mark
Mark ist ein deutscher Fernsehfilm von Jan Martin Scharf aus dem Jahr 2019. Es handelt sich um die zweite der vier Episoden der Minireihe Väter allein zu Haus, bei der vier auf unterschiedliche Weise überforderte Väter aus Wuppertal im Mittelpunkt stehen. In der jeweiligen Episode, die den Vornamen des entsprechenden Vaters trägt, wird das Leben dieses geplagten Vaters beleuchtet. Als zweiter Vater wird Mark, verkörpert von David Rott, vorgestellt. Seine Ehefrau Judith wird von Felicitas Woll gespielt, seine Tochter Anna von Ida Sophia Wieland. Christina Große ist wieder als Michaela dabei. In tragenden Rollen sind Marks Freunde, verkörpert von Peter Lohmeyer, Tim Oliver Schultz und Tobias van Dieken besetzt.
Arne Nolting und Jan Martin Scharf griffen bei der Erstellung des Drehbuchs auf die australische horizontal erzählte Serie House Husbands zurück, die über fünf Staffeln ging. Sie hätten sich an ‚House Husband‘ orientiert, die Storys aber dramaturgisch komplett anders gebaut.

## Handlung
Mark Lanius, der mit seiner Frau Judith die Vereinbarung getroffen hat, sich bis zur Einschulung der gemeinsamen Tochter Anna um diese zu kümmern, will nun, da Anna eingeschult ist, zurück in seinen Beruf als Werbefachmann. Das gestaltet sich jedoch weitaus schwieriger, als Mark geglaubt hatte. Vereinbart war quasi eine Halbtagsstelle, da seine Frau aber als Ärztin im Krankenhaus ihre Arbeitszeit auch nicht beliebig einrichten kann, kommt es bei der Betreuung Annas immer wieder zu Überschneidungen, für die wiederum Marks Vorgesetzte, Frau Winter, keinerlei Verständnis zeigt.
Da Mark seiner Frau, die gerade für eine zusätzliche Facharztprüfung in der Nothilfe büffelt, nichts abschlagen kann, lässt er sich darauf ein, den Schulausflug seiner Tochter zu begleiten, was eigentlich Judith tun wollte. Da die Theatervorstellung, die die Kinder besuchen wollen, etwas später anfängt, schlägt deren Lehrerin Ramona Reiberg vor, noch im angrenzenden Park einige Spiele zu veranstalten. Dadurch gerät Marks Zeitplan immer mehr durcheinander, da er eigentlich seiner Arbeit nachgehen müsste und sich nur eine kurze Zeit freischaufeln konnte. Als Mark gerade mit seiner Vorgesetzten spricht, wird er mit der Mitteilung konfrontiert, dass der kleine Tom Savona, Sohn seines Freundes Timo, verschwunden ist. Die Obhut über Tom oblag ihm. Als Mark bei sich zu Hause anruft, hat er den Assistenzarzt David Schneider dran. Entnervt beendet er das Gespräch. Als dann auch noch Toms Quallenkostüm am Flussufer gesichtet wird, befürchtet man das Schlimmste. Zwei Polizeibeamte tauchen jedoch mit dem Jungen auf, der einem Müllauto hinterhergelaufen war, in das eines der Kinder seinen Ball geworfen hatte. Den wollte er wiederhaben.
Seine Vorgesetzte, Frau Winter, eröffnet Mark, dass sie nun wisse, dass sie nicht darauf hoffen könne, dass er sich beruflich steigere, sie müsse mal sehen, ob sie überhaupt noch Verwendung für ihn habe. Als er dann bei seiner Rückkehr in seine Wohnung auch noch Judith und David in einer auf den ersten Blick verfänglichen Situation antrifft, sie haben allerdings nur am Körper selbst für die Prüfung gearbeitet, und Judith ihm dann auch noch sagt, dass er einfach einmal nein sagen müsse, wenn es ihm zu viel werde und nicht so ein Jasager sein solle, reicht es Mark. Er sucht ein Lokal auf und trifft dort auf Ramona Reiberg, sie kommen ins Gespräch und trinken noch etwas zusammen. Überraschenderweise kommt es bei der Verabschiedung zwischen beiden zu einem Kuss. Vor allem Mark ist zutiefst erschrocken. Er ist entschlossen, Judith den Kuss sogleich am nächsten Morgen zu gestehen. Er kauft Blumen, scheut aber davor zurück, etwas zu sagen. Etwas später spricht er mit seinem Freund Gerd darüber. Dieser rät ihm dringend davon ab, Judith etwas zu sagen, das verkompliziere die Sache nur.
In der Agentur erlebt Mark eine Überraschung, als deren Chef Jonas Niederkorn ihm mitteilt, dass er ihn mag und gern befördern würde. Da Frau Winter ein suboptimales Betriebsklima im Haus verbreite, soll er ihren Posten übernehmen. Die Crux ist, er soll ihr auch die Kündigung präsentieren. Trotz Übens tut er sich schwer damit.
Als Mark sich dann dazu durchgerungen hat, Judith doch von dem Kuss zu erzählen, ist es zu spät, Ramona Reiberg ist ihm zuvorgekommen. Judith ist vorübergehend mit Anna zu ihrem Bruder Andreas gezogen. Aus dieser Situation heraus fühlt Mark sich stark genug, Frau Winter die Kündigung zu übergeben. Sie ist völlig außer sich, was Mark aber in gewisser Weise verstehen kann. Kopfläuse, die bei Anna und anderen Schülern auftauchen, lassen das Ehepaar erstmals wieder entspannter miteinander umgehen. Mit großer Geste verzichtet Mark auf die Chefposition in der Agentur, um weiter halbtags arbeiten zu können, damit Judith die Leitung der Notaufnahme übernehmen kann, denn so funktioniere es für sie beide am besten. Sie müsse ihm einfach verzeihen, denn sie sei die einzige Frau, die er jemals lieben werde. Judith liebt ihren Mann – und verzeiht ihm.

## Produktion

### Produktionsnotizen, Veröffentlichung

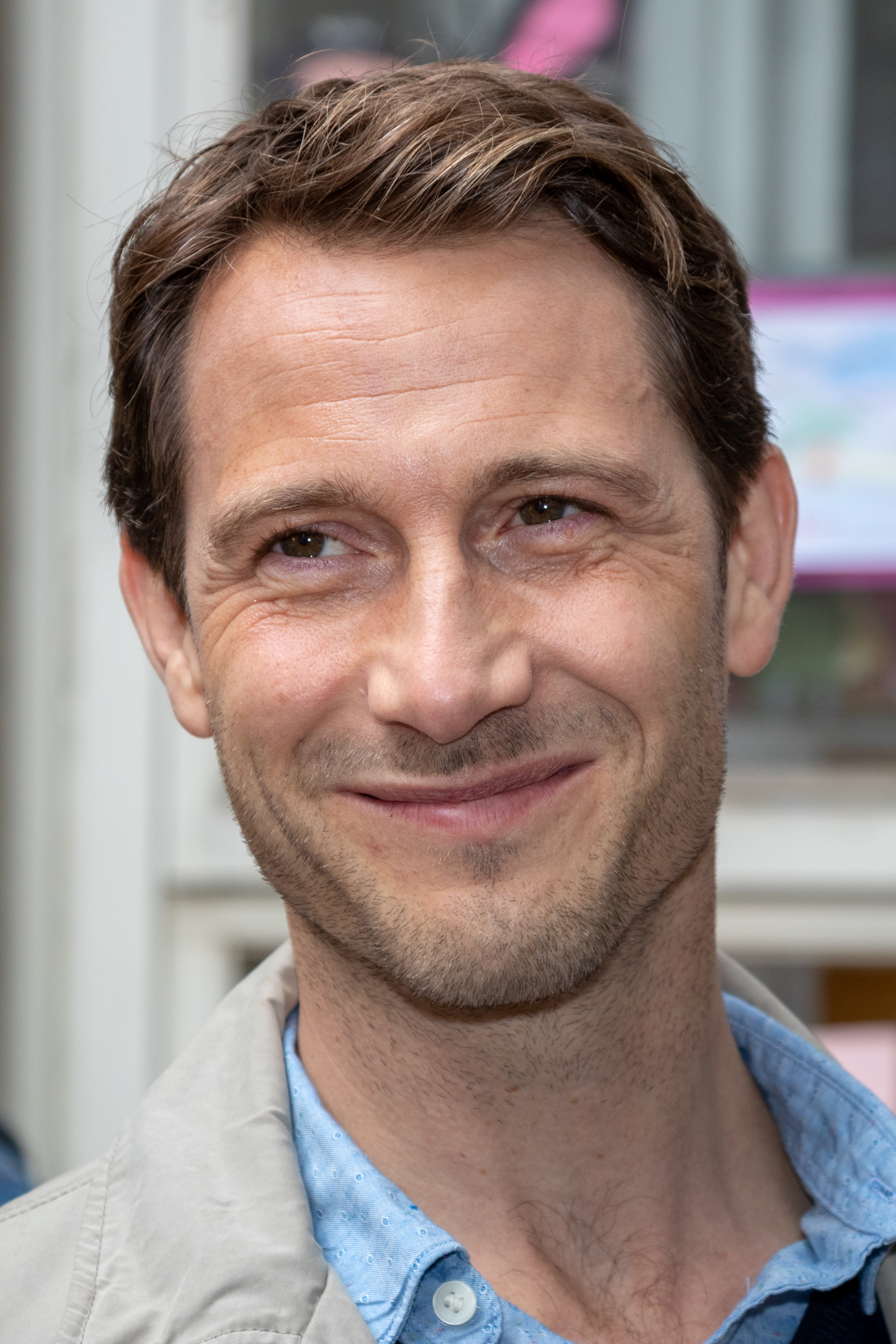
David Rott, der Darsteller des Mark

Die zweite Folge mit dem Titel Mark wurde, ebenso wie die erste Folge, im Zeitraum 8. Oktober bis 7. Dezember 2018 an Schauplätzen in Köln und Wuppertal gedreht. Mehrfach im Film zu sehen ist auch Wuppertals Wahrzeichen, die Schwebebahn. Gedreht wurde auch an der Grundschule Mainzer Straße in Köln. Für die Produktion zeichnete die Bavaria Fiction GmbH verantwortlich, die den Film im Auftrag von ARD-Degeto und dem Westdeutschen Rundfunk Köln für das Erste erstellte. Die zuständigen Redakteurinnen beim WDR waren Claudia Bach und Corinna Liedtke, der zuständige Redakteur bei Degeto Film Stefan Kruppa.
Die Erstausstrahlung des Films fand am 20. September 2019 im Programm der ARD Das Erste statt.

### Hintergrund
David Rott äußerte über die Produktion, dass er sich über das Projekt gefreut habe. Es habe ihn gereizt, „nicht einen alleinstehenden Film zu machen, sondern quasi ein Portfolio von Vätern in unterschiedlichen Lebensaltern und Lebenssituationen zu zeigen, die gemeinsam haben, dass ihre Kinder in dieselbe Klasse gehen“. Der Film Mark habe „eine ganz eigene Atmosphäre“, in der man sich gerne aufhalte. Auch der Cast sei gelungen, Felicitas Woll, die seine Frau spiele, und er würden sehr gut zusammenpassen. Es habe wirklich Spaß gemacht, mit ihr zu arbeiten. Das gelte auch für die anderen Kollegen. Tatsächlich sei der Film noch besser geworden, als er vermutet habe. Das Aufheben, das um nur einen Kuss gemacht werde, habe er anfangs überhaupt nicht verstanden, erst beim Drehen sei ihm der Wertekontext dieser Figuren richtig bewusst geworden und er habe dem Regisseur, der ja auch am Drehbuch mitgewirkt habe, Recht geben müssen. Rott bestätigte, wie schon Lohmeyer, dass man sich untereinander sehr gut verstanden habe und seit den Dreharbeiten eine WhatsApp-Gruppe gebildet habe, in der man sich ständig austausche. Das sei sehr schön. Auf die Frage, ob er sich nicht gewundert habe, dass seine Filmfigur Mark Probleme mit nur einem Kind habe, da er selbst ja Vater von fünf Kindern sei, meinte Rott, dass er es, ehrlich gesagt, viel anstrengender finde, wenn man nur ein Kind habe und nicht viele. Zwischen ihm und Mark gebe es aber eine sehr große Schnittmenge, da seine Frau tatsächlich Ärztin sei und von morgens bis abends in der Klinik.
Felicitas Woll antwortete im Kurzinterview, dass das Besondere an dieser Produktion in erster Linie die Zusammenarbeit mit Jan Martin Scharf, dem Regisseur, gewesen sei. Nach dem ernsthaften ersten gemeinsamen Film Nackt. Das Netz vergisst nie. habe man einmal eine Komödie miteinander drehen wollen. Und mit den tollen Büchern und der noch tolleren Besetzung sei die Gelegenheit da gewesen.
Auf die Frage an Arne Nolting und Jan Martin Scharf, was sie aus dem australischen Vorbild hätten übernehmen können, antwortete Scharf, „die Figuren, die Figurenkonstellationen, vor allem die Freundschaft zwischen diesen doch sehr unterschiedlichen Vätern“. Die Ereignisse und Abenteuer, die sie miteinander erlebt hätten, habe man dann auf bislang drei Filme verdichtet und vor allen Dingen habe man eines gemacht und sich pro Film auf einen dieser Väter konzentriert und dessen Geschichte – und auch seine Beziehungsgeschichte – näher ausgeleuchtet. Nolting ergänzte, dass dadurch jeder Film auch für sich allein funktioniere. Trotzdem empfehle er, sich alle Filme in der Reihenfolge ihrer Ausstrahlung anzuschauen. Grundsätzlich sei es natürlich gut, wenn es schon eine Vorlage gebe, aber trotzdem müsse man sich diese dann zu eigen machen, auch im Hinblick auf die kulturellen Unterschiede. Im Schreibprozess setze sich die eigene Handschrift irgendwann durch, sodass das Ausgangsmaterial dann „eine Art Trampolin“ sei, „das uns in den kreativen Prozess geschossen“ hat. Das fange schon damit an, dass die Geschichte, die in einem australischen Vorort spiele, nun nach Wuppertal verlegt worden sei, ebenso unterscheide sich der australische Schulalltag sehr vom deutschen. Angesprochen darauf, dass sie beide schon ziemlich lange ein Team bilden würden, bestätigten Nolting und Scharf, dass sie tatsächlich seit 20 Jahren die allermeisten Projekte zusammen gemacht hätten.

## Rezeption

### Einschaltquote
Der Film konnte bei seiner Erstausstrahlung 3,22 Mio. Zuschauer an sich binden bei einem Marktanteil von 12 Prozent.

### Kritik
Rainer Tittelbach befasste sich auf seiner Seite tittelbach.tv mit dem Film, dem er 4,5 von 6 möglichen Sternen gab, und fasste zusammen: „Hausmann sein heißt in ‚Väter allein zu Haus‘ nicht: der Mann im Hause sein. Denn das Sagen haben überwiegend die Frauen in dem launigen Mehrteiler […] – obwohl die Männer im Mittelpunkt dieser Freitagsabendfilme stehen. […] Ja, es geht um die berühmten Geschlechterklischees. Dabei haben Arne Nolting […] und Jan Martin Scharf […] vor allem den Alltag und dessen Bewältigung im Blick; entsprechend leicht und locker ist das Ganze erzählt, ohne allzu großen Tiefgang zwar, aber auch ohne falsches Botschafts-Bohei und ohne künstliche Dramatisierung. Flüssig und flott ist auch die Inszenierung, mit Ellipsen zur rechten Zeit und gutem komödiantischem Timing. Der Cast ist – in den Startepisoden – exquisit, nur die Heller-als-hell-Ausleuchtung stört ein bisschen.“ Der „zweite Film des Mehrteilers“ sei „in der ersten Hälfte noch eine Spur komischer als die Episode ‚Gerd‘. Besonders David Rotts Ehemann, der nicht nein sagen kann und der seiner Frau jeden Wunsch erfüllt“, sorge „mit seiner verspannten Ernsthaftigkeit, dem Ehrgeiz, der allerbeste Vater und Ehemann zu sein, und mit seiner aufrichtigen Verzweiflung nach einem ‚Fehltritt‘ für eine (tragi)komische Tonlage“.
Auf der Seite TV Spielfilm hieß es: „Die Liebe in Wuppertal: Rott gibt wunderbar verknuffelt den Mann in der Krise; Felicitas Woll verknallenswert die engagierte beste Ehefrau von allen. Und Peter Lohmeyer zentriert als souverän kommentierender Macho beim Eifersuchts-Verwechslungsspaß die Handlung.“ Der Daume zeigte folgerichtig nach oben.
Tilmann P. Gangloff befasste sich auf der Seite evangelisch.de mit dem Film und schrieb, die Handlungsbeschreibung klinge erst einmal „nach Drama“, wie schon der erste Film sei aber „eine kurzweilige, unterhaltsame und stellenweise ausgesprochen amüsante Komödie, wenn auch mit Tiefgang“, entstanden. „Schon allein die Farbgebung“ signalisiere „Wohlfühlfernsehen“. Die „Menschen aus Wuppertal“ würden „ihren Heimatort womöglich trotz der ständig durchs Bild fahrenden Schwebebahn nicht wiedererkennen“ […], da „Kameramann Markus Eckert die in ein mildes Herbstlicht getauchte Stadt von ihren schönsten Seiten“ zeige. „Neben der Bildgestaltung, der lebensnahen Geschichte und den stellenweise ziemlich flotten Dialogen imponier[e] der Film vor allem durch die darstellerischen Leistungen.“ Dass „die Schauspieler ausnahmslos gut zu ihren Rollen passen“, sei das eine, aber es gelinge ihnen auch „eine perfekte Balance auf dem schmalen Grat zwischen Drama, Komödie und Lustspiel“. Der Film funktioniere zwar auch dann, wenn man den ersten nicht gesehen habe […]; „aber natürlich mache er dann mehr Spaß, weil Marks bester Freund Gerd (Peter Lohmeyer) und seine Frau, Judiths beste Freundin Michaela (Christina Große), bereits eingeführt“ seien. „Das Beste“ seien jedoch „die zum Teil von viel Wortwitz geprägten und von allen Beteiligten bestens gespielten Dialogszenen“.
Frank Jürgens bewertete den Film für die Neue Osnabrücker Zeitung und stellte fest, dass „auch der zweite Teil der gewitzten Reihe […] funktionier[e] nicht zuletzt dank des tollen Ensembles“. Auch der zweite Teil der auf vier Episoden angelegten Reihe „rüttele wieder auf unterhaltsame Weise an eigentlich längst überwunden geglaubten Rollenbildern, die im realen Leben noch immer in weiten Teilen der Gesellschaft fest verwurzelt“ seien. Der Film erhielt vier von sechs möglichen Sternen.

## Väter allein zu Haus: Timo
Der dritte Film der Reihe entstand im Zeitraum 7. Mai bis 6. Juni 2019.
Die Erstausstrahlung des Films, in dessen Mittelpunkt der ehemalige Fußballbundesligaspieler Timo Savona steht, erfolgte am 19. Februar 2021.